# Дрохичин (гмина)
Дрохичин (пол. Drohiczyn) — городско-сельская гмина (волость) в Польше, входит как административная единица в Семятыченский повет, Подляское воеводство. Население — 6882 человека (на 2004 год).

## Демография
| Перепись                       | Всего   | Всего | Женщины | Женщины | Мужчины | Мужчины |
| ------------------------------ | ------- | ----- | ------- | ------- | ------- | ------- |
| Единицы                        | человек | %     | человек | %       | человек | %       |
| Население                      | 6882    | 100   | 3419    | 49,7    | 3463    | 50,3    |
| Плотность населения (чел./км²) | 33,1    | 33,1  | 16,4    | 16,4    | 16,7    | 16,7    |

## Поселения
1. Арбасы-Дуже
2. Арбасы-Мале
3. Брыки
4. Буяки
5. Бужыски
6. Хехлово
7. Хроловице
8. Хутковице
9. Клепаче
10. Клызувка
11. Кочеры
12. Лисово
13. Лисово-Янувек
14. Лопуше
15. Милево
16. Милковице-Янки
17. Милковице-Мадки
18. Милковице-Пашки
19. Милковице-Ставки
20. Минчево
21. Наройки
22. Обниже
23. Острожаны
24. Пшесека
25. Путковице-Нагурне
26. Ротки
27. Рунице
28. Сады
29. Секерки
30. Сеневице
31. Скервины
32. Смарклице
33. Сморчево
34. Сытки
35. Следзянув
36. Тонкеле
37. Вежхуца-Надбужна
38. Вежхуца-Нагурна
39. Вулька-Замкова
40. Зайенчники

## Соседние гмины
1. Гмина Гродзиск
2. Гмина Яблонна-Ляцка
3. Гмина Корчев
4. Гмина Перлеево
5. Гмина Плятерув
6. Гмина Репки
7. Гмина Семятыче